# به نام وعده
به نام وعده (به هندی: Kasme Vaade) فیلمی محصول سال ۱۹۷۸ و به کارگردانی رامش بهل است. در این فیلم بازیگرانی همچون آمیتاب باچان، راکهی گولزار، راندهیر کاپور، نیتو سینگ، امجد خان ایفای نقش کرده‌اند.